# Поппо (герцог Тюрингії)
Поппо або Боппо (д/н — бл. 906) — герцог Тюрингії і маркграф Сорбської марки, граф Грапфельда (як Поппо II).

## Життєпис
Син або онук Поппо I, графа Грапфельда і Заальгау з Франконського герцогства. У 880 році стає новим герцогом Тюрингії і маркграфом Сорбської марки (маркгерцогом Тюринзьким). У цей час відбувалося потужне повстання лужицьких племен — сорбів та далманців, яких підтримав Боривой I, князь чехів. Поппо, згідно з Фульдськими анналами, завдав поразки слов'янам. У 883 році Поппо II розв'язав війну проти власного брата Егіно, що згадується з титулом герцога Тюрінгії, але зазнав жорстокої поразки. Проте згодом Егіно відомий лише як граф Баденахгау.
У 892 році Поппо був позбавлений усіх титулів і володінь. Згідно з Регіно Прюмським, він порадив Арну, єпископу Вюрцбурга, здійснити похід у землі слов'ян, в ході якого той був убитий. Це стало причиною опали маркгерцога Тюринзького в імператора Арнульфа. Новим герцогом став Конрад Старший.
У 899 році Поппо були повернуті його родові володіння, в 903 році він став графом (за іншими свідченнями — маркграфом) Нордгау, а в 906 році згадується як граф Фолькфельда. Подальша доля невідома.

## Родина
- Адальберт (д/н — 915), граф Грапфельда
- Поппо (д/н — 945)
- донька, дружина Вільгельма I, графа Веймара